# Patrick Fiori
Patrick Fiori (nacido como Patrick Jean-François Chouchayan, 23 de septiembre de 1969) es un cantante francés de origen armenio.

## Trayectoria artística
Cantante francés nacido en Marsella el 23 de septiembre de 1969, y cuyo verdadero nombre es Patrick Jean-François Chouchayan. Su padre Jacques Chouchayan es armenio y su madre Marie Antoinette Fiori es corsa. Es el más pequeño de una familia de 5 hermanos. Comienza a dar sus primeros pasos en la música a los doce años gracias a Franck Fernandel, quien le ofrece un papel en la comedia musical "La légende des santonniers". A los 16 años, con la ayuda de su familia, registra un primer título, "Stéphanie", después "Dans ton regard", y más tarde "Le coeur a fleur d'amour".
Sus participaciones repetidas en una emisión de Léon Zitrone, "Les habits du dimanche", no pasan desapercibidas y comienzan a hacerle conocido. En 1987 hace la primera parte de Gilbert Montagné en varios de sus conciertos, así como de los conciertos de Michèle Torr y Barry White. Es en 1992, entre otros concursos en los que participa, cuando logra las "francophonies" con la canción "Au fil de l'eau", compuesta por su amigo Bernard di Domenico. Sus prestaciones vocales no dejan indiferentes a François Valéry y Marie-France Bière, quienes le proponen representar a Francia en el Festival de la Canción de Eurovisión en Irlanda el 15 de mayo de 1993 con la canción Mama Corsica: el joven Fiori queda en 4º lugar de entre los 25 países representados.
En 1994 publica su primer álbum, "Puisque c'est l'heure", seguido de "Le coeur a l'envers", que él autoproduce en 1995, y participa en numerosas emisiones televisivas, sobre todo "La Chance aux chansons", animado por Pascal Sevran, donde él interpreta "Ma vie" en presencia de Alain Barrière.
En 1997 participa, gracias a los consejos de Eddy Marnay, en un casting para interpretar un papel en la comedia musical Notre Dame de París en el Palacio de Congresos de París. Convencido por su interpretación de la canción "Déchiré", Luc Plamondon le confía el papel del capitán Phoebus. La canción "Belle" será elegida "canción del año" durante las "Victoires de la musique" en 1999. Ese mismo año, la comedia musical Notre Dame de París es elegida mejor espectáculo. Paralelamente en 1998, Patrick firma un contrato con Sony y deber gestionar la salida de su tercer álbum, "Prends-moi". En 1999 es uno de los integrantes del equipo de las "Enfoirés" y presta su voz para la adaptación de los dibujos animados en francés "Mulán" y "El Príncipe de Egipto".
En 2000 decide abandonar a la tropa de Notre Dame de París para consagrarse más ampliamente a la salida de su 4º álbum, "Chrysalide". Para el genérico de una película que él autoproduce, Patrick Sébastien le pide que le escriba la canción "T'aime". Aparece por primera vez en escena en Olympia en octubre de 2000 donde llena la sala. En 2002 publica su quinto álbum, "Patrick Fiori", con un primer single, "Marseille", canción escrita por Jacques Veneruso, y colabora por primera vez con Jean-Jacques Goldman, quien le firma cuatro títulos, entre ellos "Je sais oú aller". 2005 marca la salida de su nuevo álbum, "Si on chantait plus fort", de donde extrae el sencillo "Toutes les peines" (Jean-Jacques Goldman).
En noviembre de 2008 publica "Les choses de la vie", compuesto por recuperaciones de B.O. de películas como "Le Parrain", "Les Parapluies de Cherbourg" o incluso "Borsalino". El primer single, "Liberta", es modificado por Bernard Di Domenico. Se encuentran dos textos inéditos insertados sobre bandas originales sin texto, el primero de Ariane Quatrefages sobre la música de "Jeux interdits", y el segundo "Les montagnes d'Arménie", firmado por Patrick Fiori sobre la B.O. de Mayring, así como dos inéditos (tanto el texto como la música), uno de ellos de Jean-Jacques Goldman, "Merci". Es el primer álbum donde canta en italiano, en español y en inglés en dúo con Tina Arena sobre la música de "Fame".

## Discografía

### Álbumes
En estudio
- 1994 "Puisque c'est l'heure"
- 1995 "Le coeur a l'envers"
- 1999 "Prends moi" #17 (x2 Discos de Oro)
- 2000 "Chrysalide" #11
- 2002 "Patrick Fiori" #6 (x2 Discos de Oro)
- 2005 "Si On Chantait Plus Fort" #4 (Disco de Oro)
- 2007 "4 mots" (Recopilatorio)
- 2008 "Les Choses De La Vie" #7
- 2010 "L'Instinct Masculin"
- 2014 "Choisir"
- 2017 "Promesse"
- 2020 "Un air de famille" (Una edición especial en 2021 incluye más temas y un dvd con un concierto inédito)
- 2024 "Le chant est libre"

En vivo
- 2011 "L'instinct masculin - Live au Dôme de Marseille"

### Otros
- 1997 Notre Dame de Paris (CD Promo)
- 1998 Notre Dame de Paris (Directo)